# Viktor
Mansnamnet Viktor eller Victor är av latinskt ursprung och betyder 'segrare'. Motsvarande kvinnonamn är Viktoria eller Victoria.
Viktor var ett av 1990-talets största modenamn bland nyfödda pojkar, men det var också vanligt kring förra sekelskiftet. Den 31 december 2005 fanns det totalt 42 597 personer i Sverige med namnet Viktor eller Victor, varav 25 360 med det som tilltalsnamn. År 2003 fick 1388 pojkar namnet, varav 978 fick det som tilltalsnamn.
Namnsdag: i Sverige 22 januari, (fram till 1992: 22 mars, 1993–2000: 12 mars). I den finlandssvenska namnsdagslängden har Viktor namnsdag 22 mars sedan starten 1929, då en egen namnsdagskalender togs i bruk för finlandssvenskar.

## Personer med namnet Viktor, Victor eller Wiktor
- Wiktor "Kulörten" Andersson (1887–1966), svensk skådespelare
- Viktor Balck (1844–1928), svensk militär och idrottsledare, "den svenska idrottens fader"
- Viktor Barna (1911–1972), ungersk-brittisk bordtennisspelare
- Victor Beer (född 1992), svensk youtubare (I Just Want To Be Cool)
- Victor Borge (1909–2000), dansk pianist och underhållare
- Victor Bäcklund (1845–1922), svensk matematiker och fysiker, rektor för Lunds universitet
- Viktor Claesson (född 1992), svensk fotbollsspelare
- Viktor von Dankl (1854-1941), österrikisk-ungersk militär
- Viktor von Düben (1818-1867), svensk militär, godsägare och friherre
- Viktor Elm (född 1985), svensk fotbollsspelare
- Victor Fleming (1889–1949), amerikansk filmregissör
- Victor Garber (född 1949), kanadensisk musiker och skådespelare
- Victor Moritz Goldschmidt (1888–1947), norsk mineralog och kristallograf
- Victor Grignard (1871–1935), fransk kemist, Nobelpristagare i kemi 1912
- Victor Gunnarsson (1953–1993), svensk man, den förste som misstänktes för Palmemordet 1986, och i media känd som "33-åringen"
- Victor Hasselblad (1906–1978), svensk fotograf och industriledare
- Victor Franz Hess (1883–1964), österrikisk fysiker, nobelpristagare i fysik 1936
- Victor Horta (1861–1947), belgisk arkitekt och formgivare
- Victor Hugo (1802–1885), fransk författare
- Viktor Janukovytj (född 1950), ukrainsk politiker, Ukrainas president 2010–2014
- Víctor Jara (1932–1973), chilensk vissångare, poet och politisk aktivist
- Viktor Johansson (född 1983), svensk författare, filmproducent, filmfotograf och regissör
- Viktor Jusjtjenko (född 1954), ukrainsk politiker, Ukrainas president 2005–2010
- Viktor Kassai (född 1975), ungersk fotbollsdomare
- Victor Klemperer (1881–1960), tysk författare, litteraturvetare och romanist
- Viktor Klima (född 1947), österrikisk politiker, Österrikes förbundskansler 1997–2000
- Viktor Konovalenko (1938–1996), sovjetisk ishockeymålvakt
- Viktor Kulikov (1921–2013), sovjetisk militär, marskalk av Sovjetunionen
- Victor Lindgren (född 2003), svensk sportskytt
- Victor McLaglen (1886–1959), brittisk skådespelare
- Viktor Markin (född 1957), sovjetisk friidrottare
- Victor Mature (1913–1999), amerikansk skådespelare
- Victor Nilsson Lindelöf (född 1994), svensk fotbollsspelare
- Viktor Omeljanovitj (född 1958), ukrainsk roddare
- Viktor Orbán (född 1963), ungersk politiker, Ungerns premiärminister 1998–2002 och sedan 2010
- Victor Poke (1946–2015), australiensisk frälsningsofficer
- Victor Puiseux (1820–1883), fransk astronom och matematiker
- Viktor Renejskij (född 1967), sovjetisk (moldavisk) kanotist
- Viktor Rydberg (1828–1895), svensk författare, ledamot av Svenska Akademien
- Viktor Sjklovskij (1893–1984), rysk litteraturkritiker, författare och lingvist
- Victor Sjöström (1879–1960), svensk filmregissör och skådespelare
- Viktor Sund (1891–1966), finlandssvensk författare
- Victor Svanberg (1896–1985), svensk litteraturhistoriker
- Viktor Tichonov (1930–2014), sovjetisk (rysk) ishockeytränare
- Viktor Tjernomyrdin (1938–2010), rysk politiker, Rysslands premiärminister 1992–1998
- Viktor Tsoj (1962–1990), sovjetisk (rysk) musiker
- Viktor Tsybulenko (1930-2013), sovjetisk friidrottare, olympisk guldmedaljör
- Viktor Widqvist (1881–1952), svensk militärmusiker och kompositör
- Victor Örnberg (1839–1908), svensk arkivarie och släktforskare
- Viktor I (död mellan 197 och 201), påve 186/189–197/201
- Viktor II (ca 1018–1057), påve 1055–1057
- Viktor III (1027–1087), påve 1086–1087
- Viktor IV (död efter 1139), motpåve 1138
- Viktor IV (1095–1164), motpåve 1159–1164
- Viktor Emanuel II (1820–1878), kung av Kungariket Sardinien 1849–1861 och Italien 1861–1878
- Viktor Emanuel III (1869–1947), kung av Italien 1900–1946

## Fiktiva figurer
- Victor Frankenstein, karaktär i romanen Frankenstein
- Viktor Krum, karaktär i Harry Potter-böckerna
- Viktor, karaktär i Alfons Åberg
- Tuffa Viktor, svenskt namn på brittisk seriefigur